# Lex Pernilla
Lex Pernilla kallas den del av 1971 års livsmedelslag (1971:511) som föreskriver att alla livsmedel som erbjuds till försäljning ska vara märkta med förpackningsdatum och sista-förbrukningsdatum. Den kan även sägas innefatta regleringen av skärpta viktkontroller avseende livsmedel.
Lagstiftningen tillkom efter en kampanj, initierad och driven av matskribenten Pernilla Tunberger i Dagens Nyheter. Det är därför den kallas för Lex Pernilla.
Eftersom lagstiftningen sedan dess har utvecklats, bland annat genom Sveriges inträde i den Europeiska unionen, finns inte de element som kallas Lex Pernilla kvar i strikt bemärkelse i dagens livsmedelslagstiftning. Principerna om märkning av varor finns dock kvar om än i vidareutvecklad form, bland annat genom att även bäst före-datumet introducerats.